# Femtometr
Femtometr (symbol: fm) – podwielokrotność metra, podstawowej jednostki długości w układzie SI. Jeden femtometr równa się 10−15 m. W notacji naukowej można go zapisać jako 1E-15 m oznaczający 0,000 000 000 000 001 × 1 m.
Femtometr jest zwykle używany do określania średnicy jąder atomowych. Średnica jądra atomowego może wynosić do 15 fm. Neutrony i protony mają średnicę około 1,6 fm.

## Historia
Zwyczajowa nazwa tej jednostki długości używana przez fizyków jądrowych i fizyków cząstek elementarnych, fermi, została zaproponowana przez Roberta Hofstadtera na cześć włoskiego fizyka Enrica Fermiego (1901–1954), w 1956 r. w artykule opublikowanym w Reviews of Modern Physics.